# Chirirbandar
Chirirbandar è un sottodistretto (upazila) del Bangladesh situato nel distretto di Dinajpur, divisione di Rangpur. Si estende su una superficie di 308,68 km² e conta una popolazione di 292.500  abitanti (censimento 2011).